# Egidio Rebonato
Egidio Rebonato, oppure anche Egidio Gaetano Rebonato (Nogara, ... – ...; fl. XX secolo), è stato un agronomo italiano che ha operato soprattutto in Messico.
Ha studiato agraria inizialmente a Milano, presso la locale Scuola Superiore di Agricoltura (I anno: 1909-10) per trasferirsi a Bologna dove si è laureato nel 1914. Sempre a Bologna seguì poi i corsi di veterinaria. 

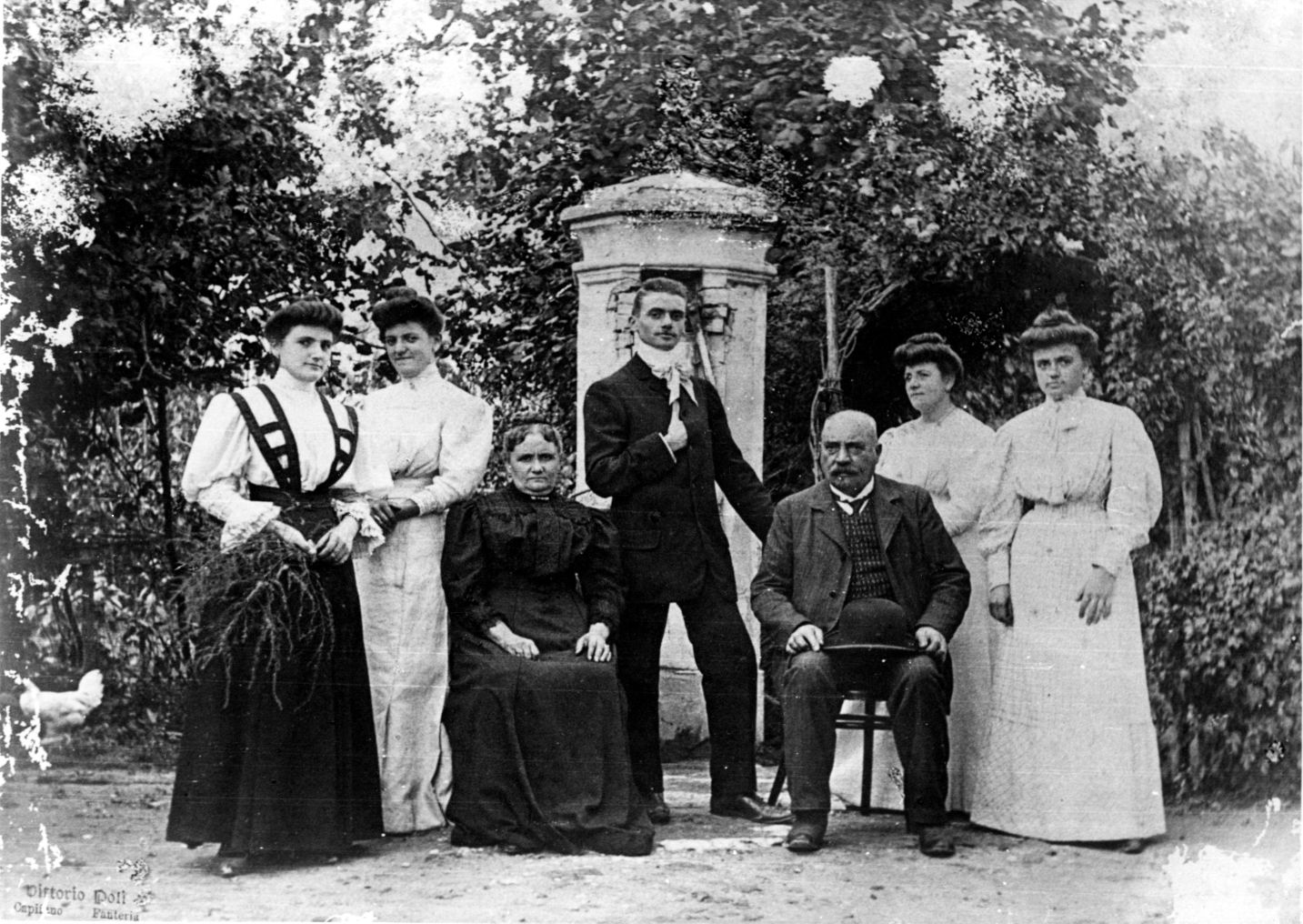
La famiglia di Egidio Rebonato

Di idee antifasciste, si trasferì in Messico dove contribuì a fondare la facoltà di Agraria di Aguascalientes. L'Università ha poi dedicato la biblioteca al nome di Egidio Rebonato.
In Messico viene considerato il fondatore della moderna scuola di agricoltura.